# Avranville
Avranville – miejscowość i gmina we Francji, w regionie Grand Est, w departamencie Wogezy.
Według danych na rok 1990 gminę zamieszkiwało 85 osób, a gęstość zaludnienia wynosiła 8 osób/km² (wśród 2335 gmin Lotaryngii Avranville plasuje się na 960. miejscu pod względem liczby ludności, natomiast pod względem powierzchni na miejscu 562.).